# Giovanna la Mirofora
Giovanna la Mirofora, così denominata per l'aver portato aromi alla tomba di Gesù Cristo (... – I secolo), è stata una delle discepole di Cristo ed è venerata come santa dalla Chiesa cattolica e da quella ortodossa.

## Biografia
Giovanna era la moglie di Cusa, amministratore di Erode Antipa; è menzionata due volte nel Vangelo secondo Luca (Lc8,2-3;Lc24,1-10); secondo Richard J. Bauckham e Ben Witherington III, Giovanna la Mirofora è la medesima persona di Giunia, citata da san Paolo nella sua Epistola ai Romani (16:7). Insieme a Maria Maddalena, Susanna e altre, era tra le più fedeli discepole di Gesù. Giovanna è stata testimone privilegiata della passione del Cristo: è colei che, il mattino di Pasqua, insieme a Maria Maddalena e Maria di Giacomo, si recò sulla tomba del Cristo, portando con sé gli aromi preparati per il corpo di Gesù.
Sempre secondo il racconto dell'evangelista Luca, le donne impaurite trovarono la pietra scostata dal sepolcro: il corpo di Gesù era scomparso.

## Culto
Giovanna è venerata come santa da cattolici (24 maggio), protestanti (3 agosto), ortodossi (la seconda domenica dopo la Pasqua).

## Letteratura
Giovanna è la protagonista del romanzo di Mary Rourke, Two Women of Galilee, edito nel 2006 ed è inoltre un personaggio secondario in quello di Margaret George, Mary, Called Magdalene, edito nel 2002.